# 舍夫琴卡 (波洛希區)
47°34′18″N 36°28′21″E / 47.57167°N 36.47250°E
舍甫琴卡（烏克蘭語：Шевченка）是位於烏克蘭東南部的村莊，由扎波羅熱州波洛希區的費多里夫卡市鎮負責管轄。該村始建於1870年，面積1.5平方公里，海拔高度123米，2001年人口411，人口密度每平方公里273.3人。